# 병산정
병산정은 대한민국 경상북도 의성군 비안면 장춘리 1046-5에 있다. 2013년 5월 28일 의성군의 문화유산 제21호로 지정되었다.

## 개요
조선 세종 때 문신으로 청백리에 녹선된 율정(栗亭) 박서생(朴瑞生)을 추모하기 위해 후손인 비안박씨가 1935년에 건립한 정자이다.